# Bakersville (Észak-Karolina)
Bakersville város az Amerikai Egyesült Államok Észak-Karolina államában, Mitchell megyében, melynek megyeszékhelye is. Lakosainak száma 450 fő (2020. április 1.).

## Népesség
A település népességének változása:

| 2010 | 464 |
| 2020 | 450 |